# Округ Хенкок (Џорџија)
Округ Хенкок (енгл. Hancock County) је округ у америчкој савезној држави Џорџија.

## Демографија
По попису из 2010. године број становника је 9.429, што је 647 (-6,4%) становника мање 2000. године.
| Група             | 2000.         | 2010.         |
| Белци             | 2.141 (21,2%) | 2.212 (23,5%) |
| Афроамериканци    | 7.835 (77,8%) | 6.983 (74,1%) |
| Азијати           | 11 (0,1%)     | 47 (0,5%)     |
| Хиспаноамериканци | 54 (0,5%)     | 139 (1,5%)    |
| Укупно            | 10.076        | 9.429         |